# Listera ovata

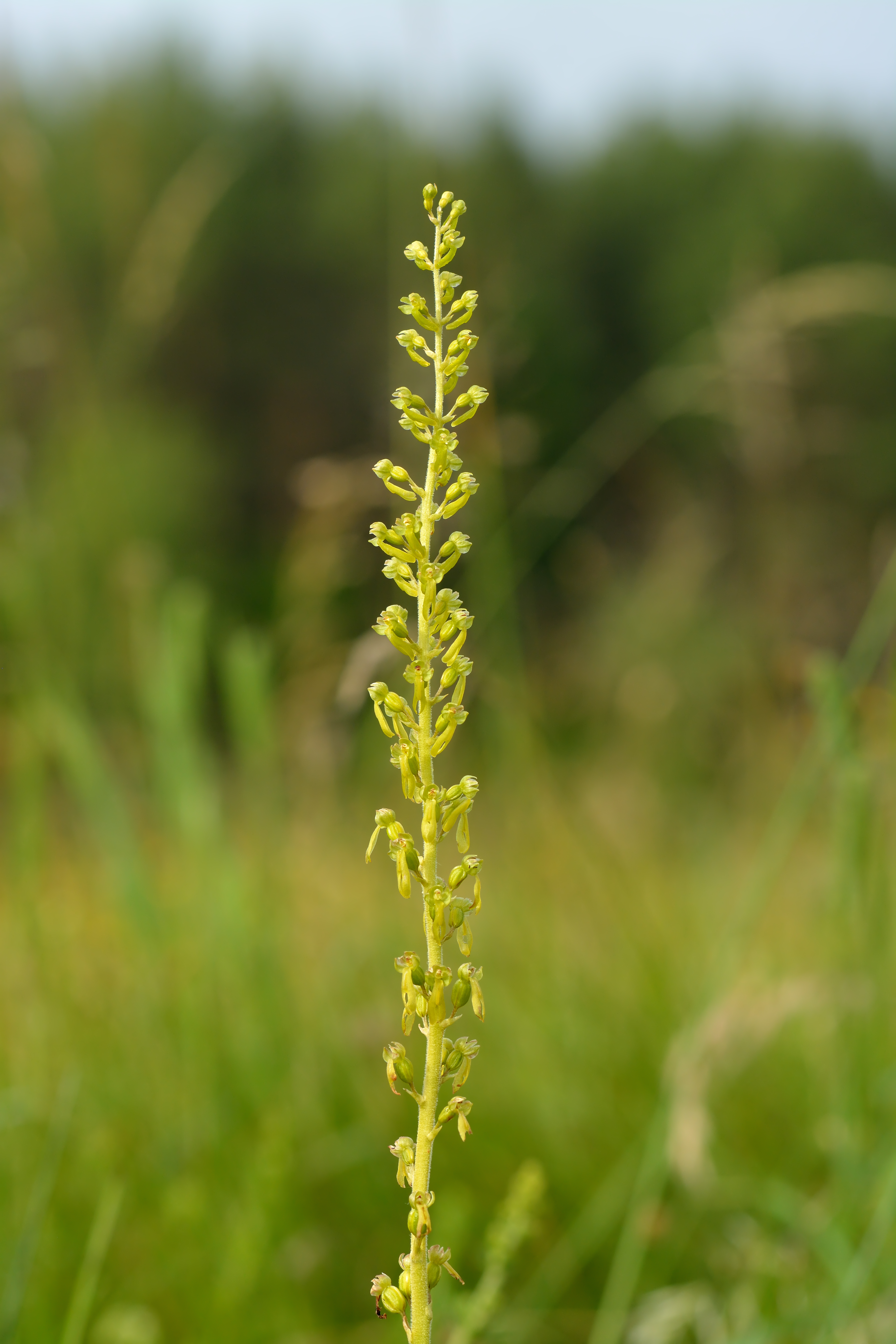

Listera ovata es una especie de orquídea terrestre perteneciente a la familia Orchidaceae. Se distribuye por Europa.

## Descripción
Es una orquídea con tubérculo subterráneo del que surge un tallo con dos hojas y con la inflorescencia al final del mismo en forma de racimo con flores de color verdoso. Se distingue por sus 2 hojas opuestas ovado-elípticas, 5-20 cm, que brotan justo por debajo de la mitad del tallo floral delgado. Flores amarillo verdosas, numerosas en una inflorescencia espiciforme; brácteas diminutas. Segmentos periánticos 4-5 mm, los externos ovados, los interiores más estrechos; labelo 7-15 mm, dividido casi hasta la mitad en 2 lóbulos estrechamente oblongos. Florece en primavera y verano.

## Hábitat
Bosques húmedos, pastos. maleza.

## Nombre común
- Español:

| - Alemán: Großes Zweiblatt - Checo: Bradáček vejčitý - Estonio: Suur käopõl - Finlndés: Soikkokaksikko - Francés: Grande listère - Holandés: Grote keverorchis - Hornjoserbsce: Wulka dwěnka | - Húngaro: Békakonty - Inglés: Common twayblad - Italiano: Orchide di primavera - Lituano: Kiaušininė dviguonė - Noruego: Stortveblad - Polaco: Listera jajowata - Sueco: Tvåblad |

## Sinonimia
- Ophrys ovata L. (1753) (Basionymum)
- Epipactis ovata (L.) Crantz (1769)
- Helleborine ovata (L.) F.W. Schmidt (1793)
- Malaxis ovata (L.) Bernh. (1800)
- Serapias ovata (L.) Steud. (1821)
- Distomaea ovata (L.) Spenn. (1825)
- Neottia ovata (L.) Bluff & Fingerh. (1838)
- Pollinirhiza ovata (L.) Dulac (1867)
- Diphryllum ovatum (L.) Kuntze (1891)
- Bifolium ovatum (L.) Nieuwl. (1913)